# Руда (Велюнський повіт)
Руда (пол. Ruda) — село в Польщі, у гміні Велюнь Велюнського повіту Лодзинського воєводства.
Населення — 1201 особа (2011).
У 1975-1998 роках село належало до Серадзького воєводства.

## Демографія
Демографічна структура станом на 31 березня 2011 року:
|          | Загалом | Допрацездатний вік | Працездатний вік | Постпрацездатний вік |
| -------- | ------- | ------------------ | ---------------- | -------------------- |
| Чоловіки | 588     | 113                | 408              | 67                   |
| Жінки    | 613     | 99                 | 354              | 160                  |
| Разом    | 1201    | 212                | 762              | 227                  |